# Vókó György
Vókó György (Magyaregregy, 1946. szeptember 23. – 2021. április 5.) magyar büntetőjogász, ügyész, a magyar és a nemzetközi büntetés-végrehajtási jog elismert kutatója, habilitált egyetemi oktató, 2012-től az Országos Kriminológiai Intézet igazgatója, 2016-tól professor emeritus.

## Életrajzi adatok
Általános iskolai tanulmányait 1954-1962 között Magyaregregyen, míg középiskolai tanulmányait 1962-66 között a pécsi Nagy Lajos Gimnáziumban végezte. 1974-ben végzett a PTE Állam és Jogtudományi Karán, majd 1976-ban jogi szakvizsgát tett.
1976-ban kötött házasságot Bende Katalinnal.
1977-től dolgozik ügyészként, illetve a szorosabban vett büntetés-végrehajtási jog területén, különböző vezetői munkakörökben. Szakmai tapasztalatait a szélesebb tudományos közvéleménnyel 1983-óta osztja meg, rendszeresen publikál a Belügyi Szemle, a Börtönügyi Szemle és az Ügyészségi Értesítő hasábjain. Gyakorlati és a vele párhuzamosan kiteljesedő kutatói munkáját 1983-ban Legfőbb Ügyészi Dicsérettel, 1987-ben Kiváló Munkáért Kitüntető jelvénnyel ismerték el.

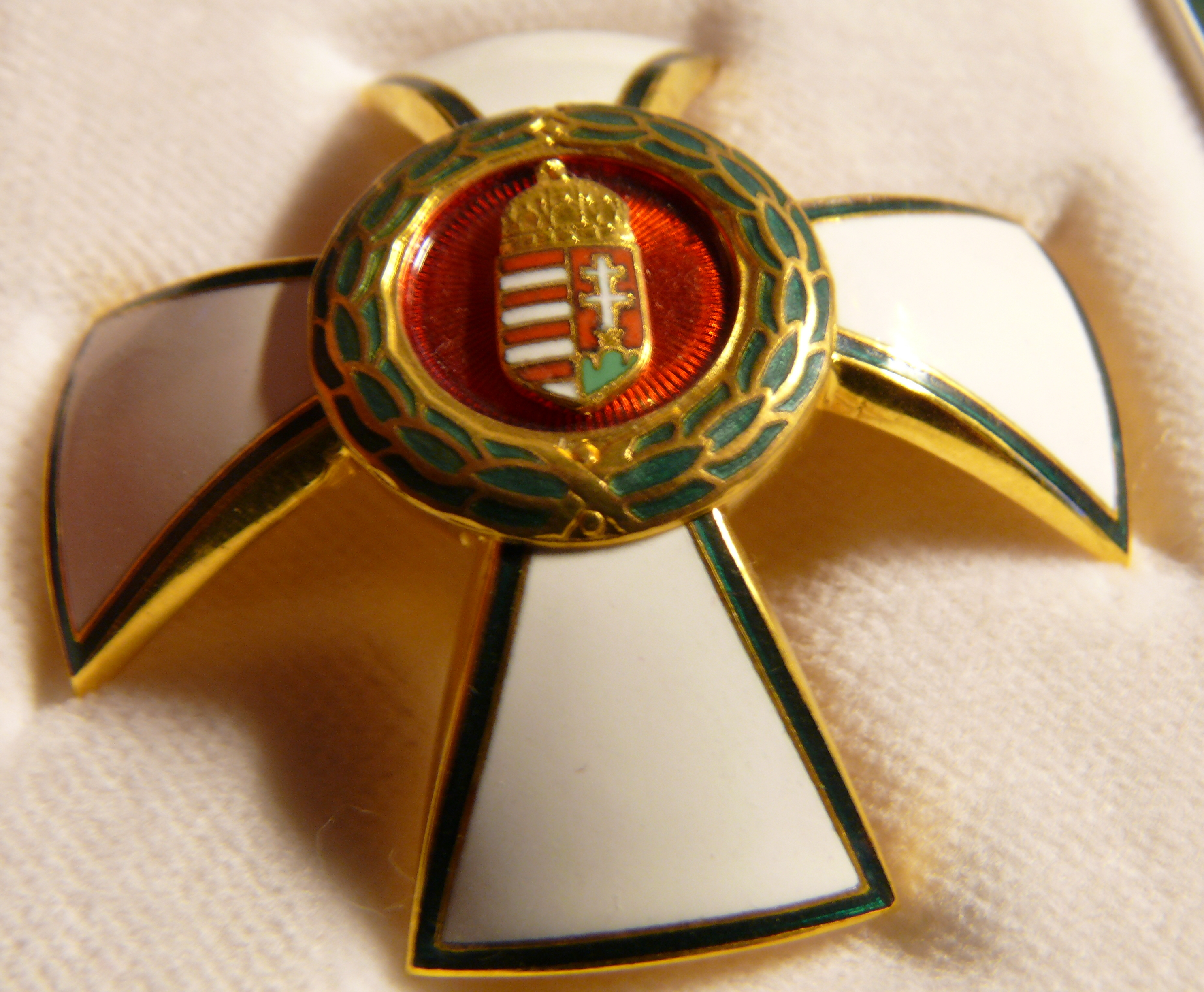
Magyar Köztársasági Érdemrend tisztikeresztje (polgári tagozat)

1989-ben a Doktor Universitas címet, 1991-ben az MTA Állam- és Jogtudományi kandidátusa címet, 1998-ben MTA PhD fokozatot szerzett. 2000-ben a Pécsi Tudományegyetem Állam és Jogtudományi Karán habilitált. 2004-ben a Pázmány Péter Katolikus Egyetem JÁK és a Pécsi Tudományegyetem ÁJK egyetemi tanára lett.
2011. március 15-én, több mint három évtizedes ügyészségi szakmai és vezetői munkája, a büntetés-végrehajtási jog valamennyi területét átfogó kutatói, publikációs, szakmai tudományos közéleti tevékenysége elismeréseként a Magyar Köztársasági Érdemrend Tisztikeresztje, polgári tagozat kitüntetésben részesült (Magyar Közlöny 2011. évi 27. szám) 
Pázmány Péter Katolikus Egyetem Kari Tanácsa 34/2011. (IX.23.) sz. határozatával a PPKE JÁK-emlékérmét adományozta részére.
2012-ben az MTA doktora címet nyerte el. Archiválva 2009. április 28-i dátummal a Wayback Machine-ben
2016-ban 70. születésnapja alkalmából Barabás Andrea Tünde és Belovics Ervin szerkesztésében, a Xénia Kiadó gondozásában a Sapiens in Sapientia sorozatban ünnepi kötet jelent meg 
 Eme ünnepi alkalmon, 2016. október 29-én vehette át a Szent Adorján Érdemjelet

## Kutatási területe
Büntetéstan, pönológia, a büntetés-végrehajtási jog, a felelősségre vonás alatt állók jogi helyzete, a büntetés-végrehajtás jogállami garancia-rendszere. 2012-ben védte meg a Bűnelkövetők jogkorlátozása jogállamban című MTA doktori értekezését.

## Főbb művei
- Büntetés-végrehajtási jog. Vázlat a jogi szakvizsgára felkészüléshez; Igazságügyi Minisztérium, Bp., 1994
- Magyar büntetés-végrehajtási jog; 4. jav. kiad.; Dialóg Campus, Bp.–Pécs, 2004 (Institutiones juris)
- Büntetés-végrehajtási jog; 2. átdolg., jav. kiad.; Dialóg Campus, Bp.–Pécs, 2005 (Dialóg Campus szakkönyvek)
- Európai büntetés-végrehajtási jog; Dialóg Campus, Bp.–Pécs, 2006 (Institutiones juris)
- Büntetőjogi rehabilitáció és a bűnügyi nyilvántartás. Monográfia; Ügyészek Országos Egyesülete, Bp., 2009
- Büntetés-végrehajtási jog és szabálysértési tételek; 5. átdolg. kiad.; Dialóg Campus, Bp.–Pécs, 2013 (Dialóg Campus szakkönyvek)
- Belovics Ervin–Vókó György: Büntetés-végrehajtási jog; HVG-ORAC, Bp., 2018

## Kitüntetések, díjak, fontosabb szakmai elismerések
- 2016 Szent Adorján Érdemjel
- 2016 Magyaregregy Díszpolgára cím.[7]
- 2014 Pázmány Péter érem Archiválva 2018. december 17-i dátummal a Wayback Machine-ben
- 2012 Ügyészségi Emlékgyűrű[halott link]
- 2012 „Pro facultate” Elismerő Oklevél
- 2011 A Magyar Köztársasági Érdemrend tisztikeresztje (polgári tagozat)
- 2010 Finkey Ferenc díj (Ügyészek Országos Egyesülete)
- 2003 „Pro meritis iuris ob memoriam Francisci Deák” díj
- 2001 Kozma Sándor díj (Magyar Köztársaság Ügyészsége)
- 1996 Legfőbb Ügyészi Elismerő Oklevél (Magyar Köztársaság Ügyészsége)
- 1987 Kiváló Munkáért Kitüntetés
- 1983 Legfőbb Ügyészi Dicséret

## Tudományos tagságai
- Ügyészségi Szemle főszerkesztője Archiválva 2018. december 17-i dátummal a Wayback Machine-ben
- MTA Állam- és Jogtudományi Bizottság Büntetés-végrehajtási Jogi Albizottsága elnöke
- Magyar Börtönügyi Társaság alapító és elnökségi tagja, az Etikai Bizottság elnöke
- Ügyészek Országos Egyesülete alapító tagja, az Etikai Bizottságának elnöke
- Katonai és Hadijogi Szemle szerkesztőségi tagja
- Iustum Aequum Salutare tudományos folyóirat szerkesztő bizottságának társelnöke Archiválva 2018. december 18-i dátummal a Wayback Machine-ben
- Magyar Jogász Egylet Büntetés-végrehajtási Jogi Országos Szakosztály elnöke
- Magyar Büntetőjogi Társaság alapító és elnökségi tagja Archiválva 2018. december 17-i dátummal a Wayback Machine-ben
- Magyar Kriminológiai Társaság alapító tagja
- Magyar Tudományos Akadémia Köztestületének tagja
- Börtönügyi Szemle szerkesztőbizottságának tagja
- Bűnügyi Szemle szerkesztőbizottságának tagja
- Ügyészek Lapja szerkesztőbizottságának tagja

## Publikációs lista
- Dr. Vókó György publikációs listája a Magyar Tudományos Művek Tárában
- Dr. Vókó György szakmai publikációinak listája ELTE Jogelméleti Szemle
- Dr. Vókó György szakmai publikációinak listája a Magyar Ügyészség honlapján Archiválva 2018. december 17-i dátummal a Wayback Machine-ben